# اسپتیسبری
اسپتیسبری (به انگلیسی: Spetisbury) یک روستا و محله مدنی در بریتانیا است که در North Dorset واقع شده‌است. اسپتیسبری ۵۵۵ نفر جمعیت دارد.